# Отказивање бубрега
Отказивање бубрега, такође познато као затајење бубрега, је медицинско стање у којем бубрези више не могу адекватно да филтрирају отпадне производе из крви, функционишући на мање од 15% нормалног нивоа. Отказивање бубрега се класификује или као акутна бубрежна инсуфицијенција, које се брзо развија и може се повући; и хронична бубрежна инсуфицијенција, која се развија споро и често може бити неповратна. Симптоми могу укључивати отицање ногу, осећај умора, повраћање, губитак апетита и конфузију. Компликације акутне и хроничне инсуфицијенције укључују уремију, хиперкалијемију и преоптерећење запремином. Компликације хроничне инсуфицијенције такође укључују болести срца, висок крвни притисак и анемију.

## Знаци и симптоми
Симптоми се могу разликовати од особе до особе. Неко у раној фази бубрежне болести можда се неће осећати болесно или приметити симптоме док се појаве. Када бубрези не успеју да се правилно филтрирају, отпад се акумулира у крви и телу, стање које се назива азотемија. Веома низак ниво азотемије може изазвати мало, ако их има, симптома. Ако болест напредује, симптоми постају приметни (ако је неуспех довољног степена да изазове симптоме). Отказивање бубрега праћено уочљивим симптомима назива се уремија.
Симптоми отказивања бубрега укључују следеће:
- Висок ниво урее у крви, што може довести до:
  - Повраћање или дијареје (или обоје) који могу довести до дехидрације
  - Мучнина
  - Губитак тежине
  - Ноћно мокрење (ноктурија)
  - Чешће мокрење, или у већим количинама него обично, са бледим урином
  - Ређе мокрење, или у мањим количинама него обично, са урином тамне боје
  - Крв у урину
  - Притисак или отежано мокрење
  - Неуобичајене количине мокрења, обично у великим количинама

- Накупљање фосфата у крви које болесни бубрези не могу да филтрирају може изазвати:
  - Свраб
  - Оштећење костију
  - Незарастање сломљених костију
  - Грчеви у мишићима (узроковани ниским нивоом калцијума који може бити повезан са хиперфосфатемијом)

- Нагомилавање калијума у крви које болесни бубрези не могу да филтрирају (звано хиперкалемија) може изазвати:
  - Абнормални срчани ритмови
  - Парализу мишића[9]

- Неуспех бубрега да уклони вишак течности може изазвати:
  - Отицање руку, ногу, глежњева, стопала или лица
  - Краткоћу даха због вишка течности у плућима (може бити узрокована и анемијом)

- Полицистична болест бубрега, која узрокује велике цисте испуњене течношћу на бубрезима, а понекад и на јетри, може изазвати:
  - Бол у леђима или боку

- Здрави бубрези производе хормон еритропоиетин који стимулише коштану срж да ствара црвена крвна зрнца која носе кисеоник. Како бубрези отказују, они производе мање еритропоетина, што доводи до смањене производње црвених крвних зрнаца како би се заменио природни распад старих црвених крвних зрнаца. Као резултат, крв носи мање хемоглобина, стање познато као анемија. То може да изазове:
  - Осећај умора или слабости
  - Проблеми са памћењем
  - Потешкоће у концентрацији
  - Вртоглавицу
  - Низак крвни притисак

- Обично су протеини превелики да би прошли кроз бубреге. Међутим, они су у стању да прођу када су гломерули оштећени. Ово не изазива симптоме све док се не деси велико оштећење бубрега,[10] након чега симптоми укључују:
  - Пенасти урин
  - Оток у рукама, стопалима, стомаку и лицу

- Остали симптоми укључују:
  - Губитак апетита, који може укључивати лош укус у устима
  - Потешкоће са спавањем
  - Затамњење коже
  - Вишак протеина у крви
  - Уз високе дозе пеницилина, људи са затајењем бубрега могу доживети епилептичке нападе

## Узроци
Узроци акутног отказивања бубрега укључују низак крвни притисак, блокаду уринарног тракта, одређени лекови, слом мишића и хемолитичко-уремијски синдром. Узроци хроничне бубрежне инсуфицијенције су дијабетес, висок крвни притисак, нефротски синдром и полицистична болест бубрега. Дијагноза акутног затајења се често заснива на комбинацији фактора као што је смањена производња урина или повећан креатинин у серуму. Дијагноза хроничне инсуфицијенције заснива се на брзини гломеруларне филтрације мањој од 15 или потреби за терапијом замене бубрежних функција. Такође је еквивалентно стадијуму 5 хроничне болести бубрега.

## Лечење
Лечење акутног отказа зависи од основног узрока. Лечење хроничне инсуфицијенције може укључивати хемодијализу, перитонеалну дијализу или трансплантацију бубрега. Хемодијализа користи машину за филтрирање крви изван тела. Код перитонеалне дијализе специфична течност се ставља у трбушну дупљу, а затим се дренира, при чему се овај процес понавља више пута дневно. Трансплантација бубрега подразумева хируршко стављање бубрега од неког другог, а затим узимање имуносупресивних лекова како би се спречило одбацивање. Остале препоручене мере против хроничне болести укључују останак активним и специфичне промене у исхрани. Депресија је такође честа код пацијената са затајењем бубрега и повезана је са лошим исходима укључујући већи ризик од опадања функције бубрега, хоспитализације и смрти. Недавна студија коју је финансирала ПЦОРИ на пацијентима са затајењем бубрега који су примали амбулантну хемодијализу открила је сличну ефикасност између нефармаколошких и фармаколошких третмана депресије.